# 山谷 (东京都)
35°43′42.673″N 139°48′5.053″E / 35.72852028°N 139.80140361°E

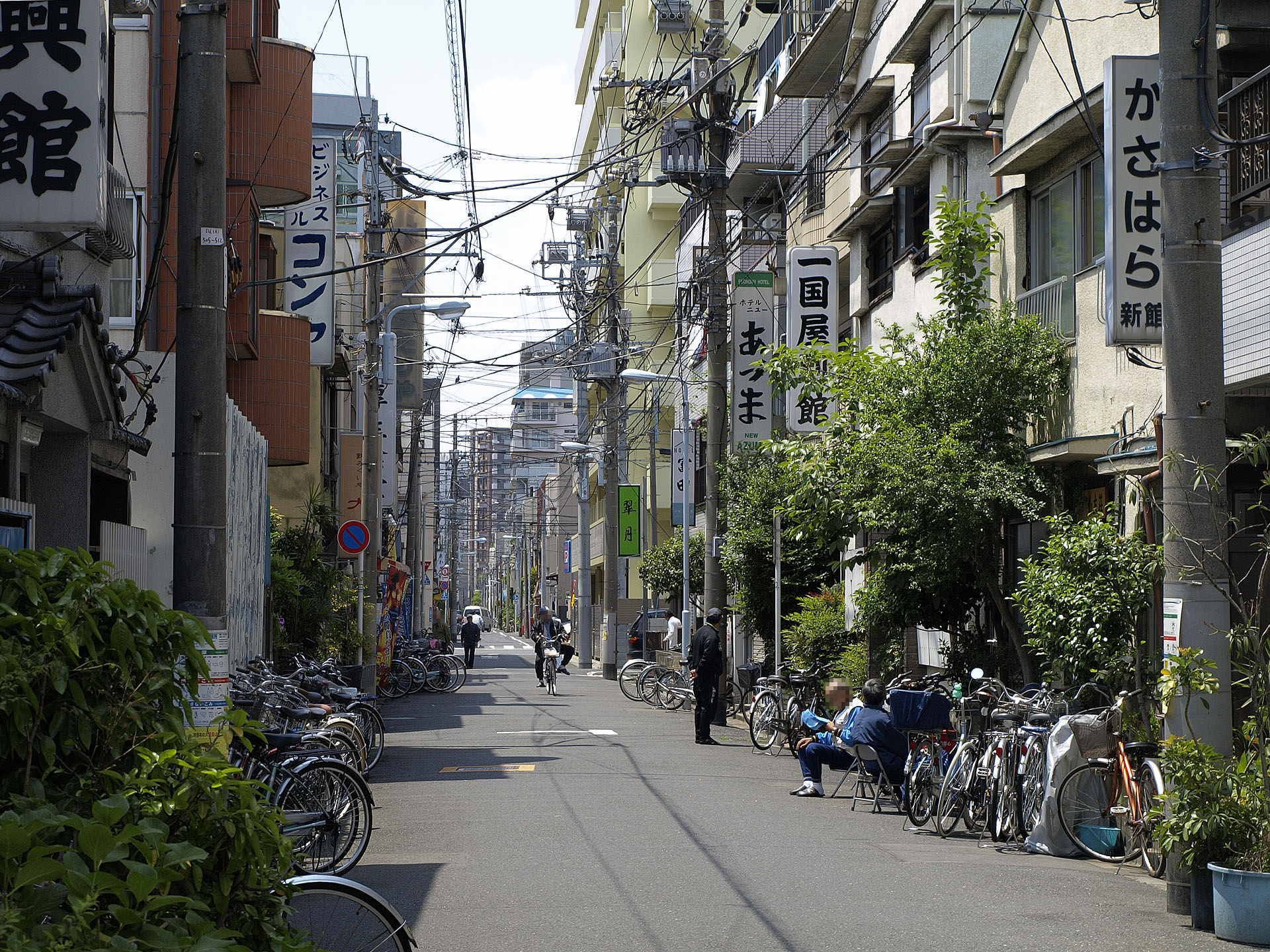
清川二丁目的宿民街。

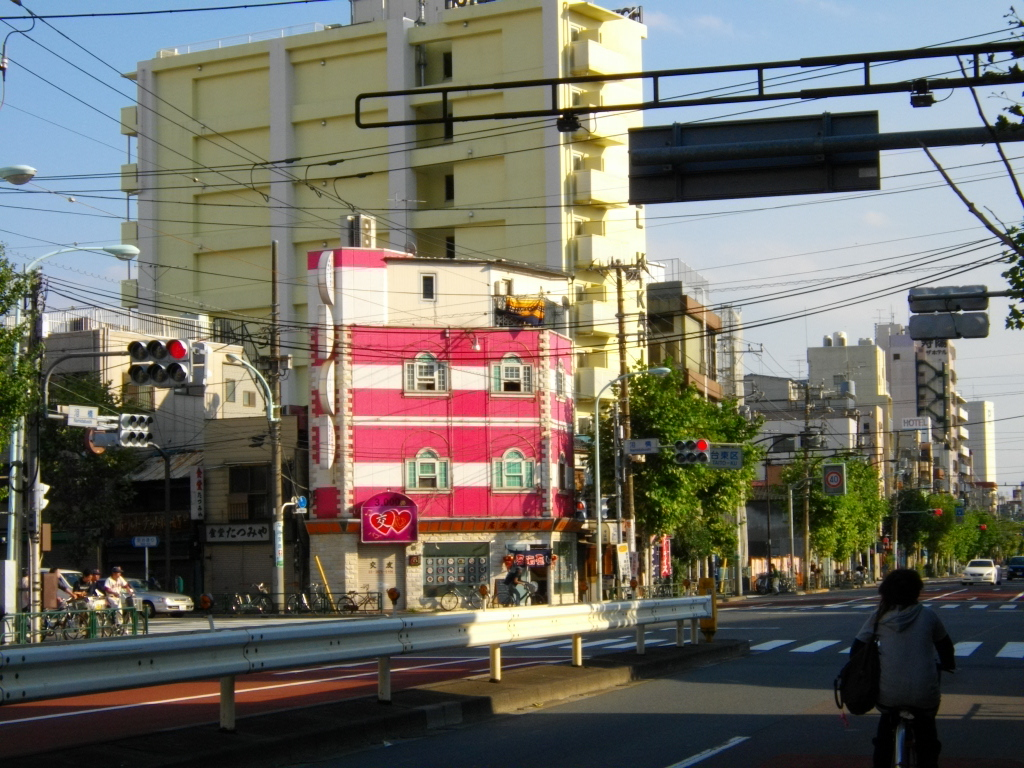
泪桥交叉点。

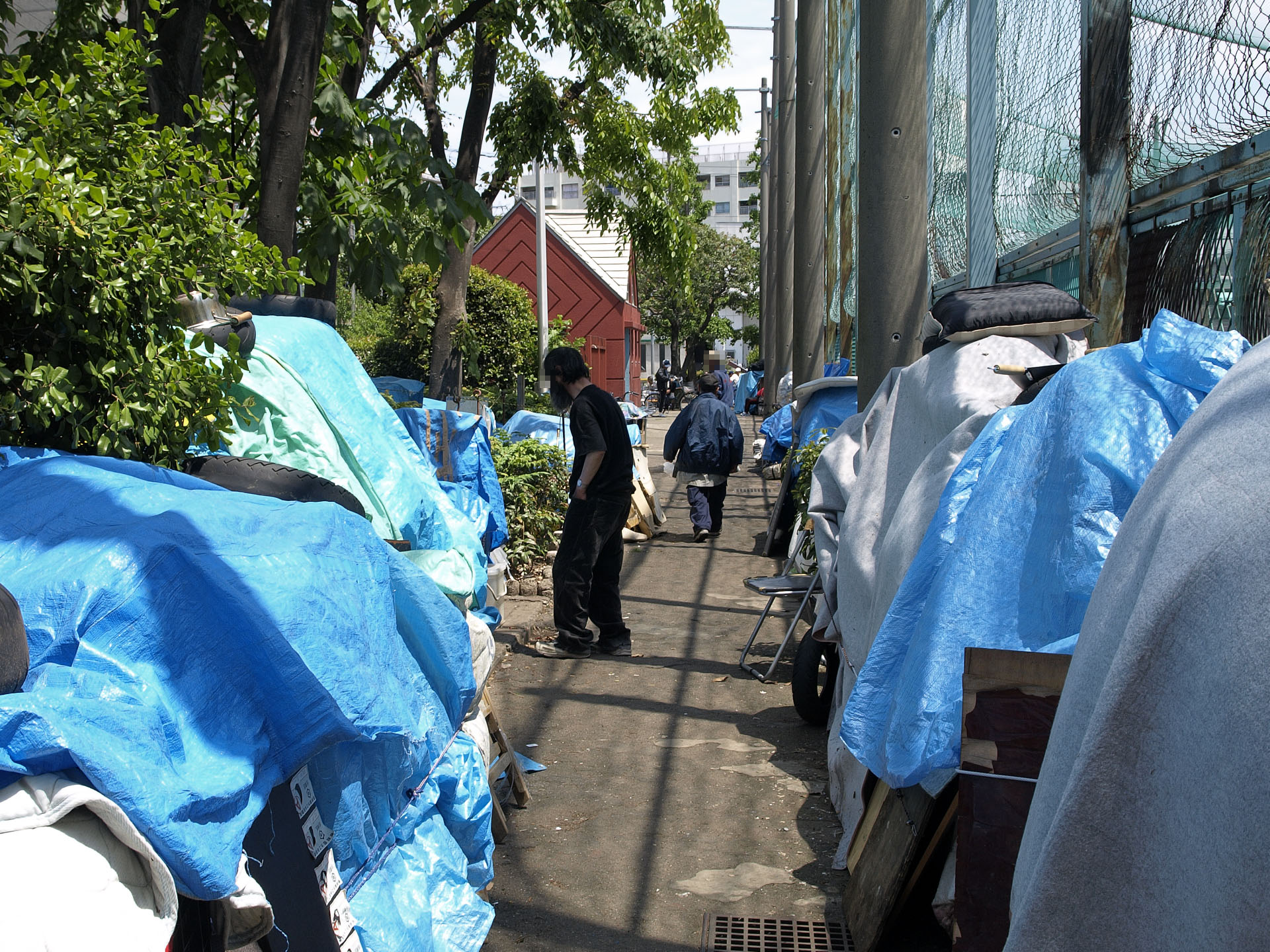
玉姬公园。

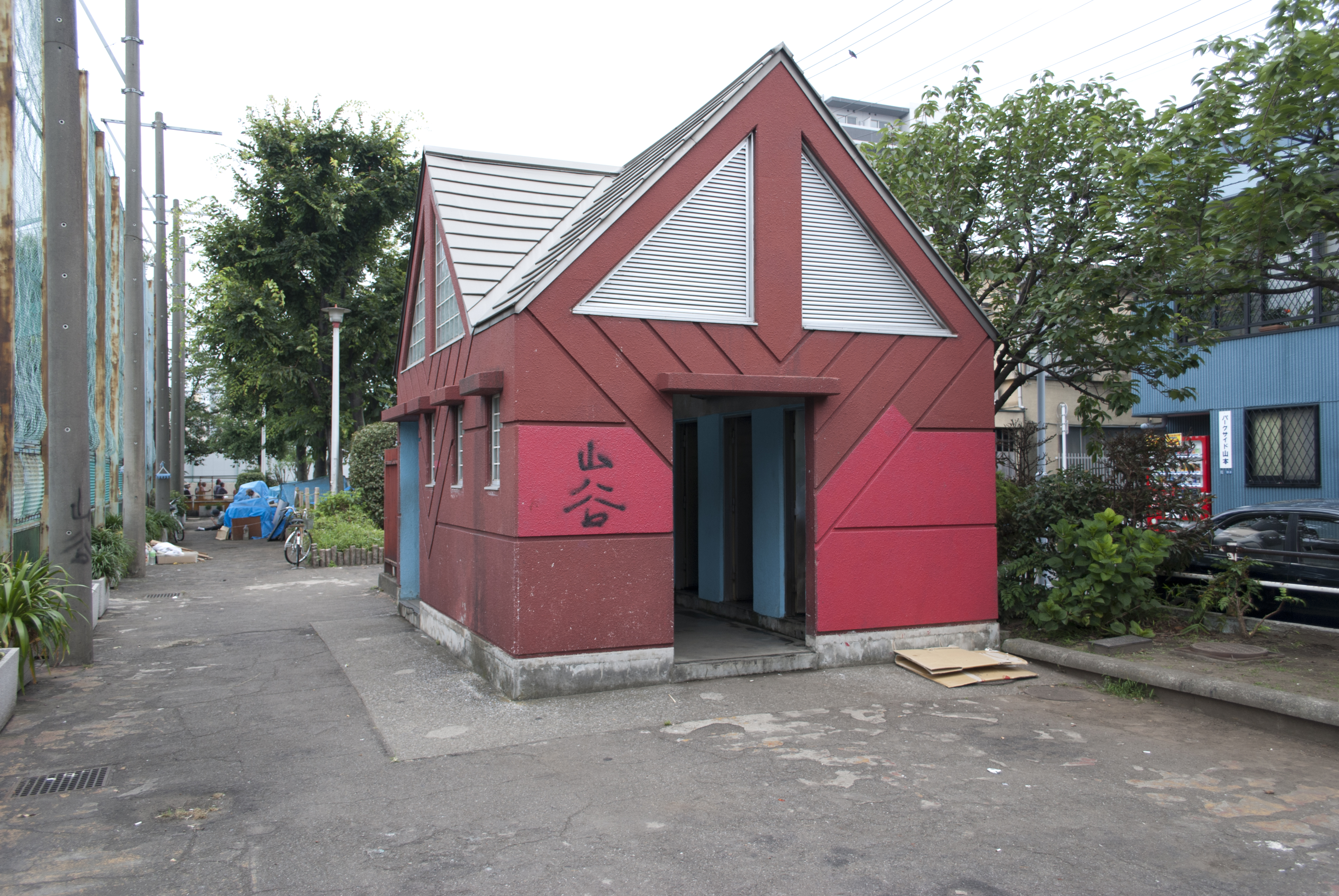
玉姬公园内的公共厕所。

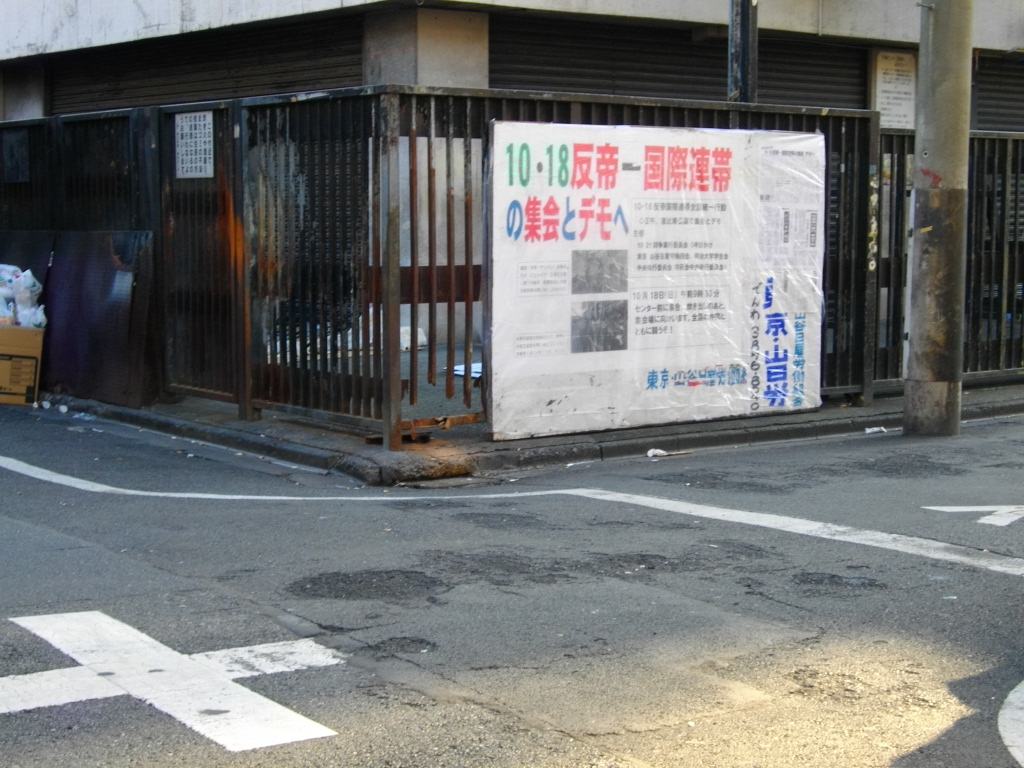
山谷地区日雇劳动组合的看板。

山谷（日语：／ San'ya）位于日本东京都台东区的东北部，现在清川、日本堤、东浅草等地附近。 在过去的一段时间里，这里设置了不少游廓，故而这里也一度被称之为“吉原游廓”。 由于山谷地区有大量廉价住宿场所，因此导致大量工人开始在这里聚集，因而这里成为台东区与荒川区附近地区寄场（计日散工居住聚集的地方，俗称“宿民街”）的通称。但是自2000年以后，山谷地区由于便捷的交通和便宜的住宿成为包括背包客在内的海外游客到日本旅游的热门目的地。

## 地区概况
奥州街道、日光街道沿线附近的地区自江户时代起就是木赁宿集中的地方。即便到现在，这里也集中了大量简易宿所，因此成了计日散工们聚集的地方。
1966年之前，这里在行政划分上的正式名称是台东区浅草山谷1－4丁目；后由于住居表示的实施，这一地区从行政上被撤销。现在，山谷地区分属于台东区的清川、日本桥、桥场与荒川区的南千住等行政区。
泪桥（现台东区与荒川区的分隔线）曾是江户的边界线，这附近有小塚原刑场和一个游女投入寺（净闲寺）。在山谷地区西南部附近有名为吉原的泡泡浴一条街。

## 简易住宿
山谷地区自江户时代就为当时江户的中低收入阶层提供无餐饮供给的廉价简易住宿服务。由于各家简易旅店的内部设计不同，部分旅店可以提供大型团体住宿服务，比如它们设有八人间。此外，这里的简易旅館入口门前都会挂有提示性文字，“所有房间配有彩电”或“所有房间配有冷暖空调”。可能具体的表达文字有所差异，但除了后来新建的简易旅店，其余建议旅店都会挂有这样的提示。
从2002年日韩世界杯之后，山谷地区开始成为来日旅游的外国人首选的住宿场所。这里旅店的住宿费相较于海外各国廉价旅館还要更便宜，同时安全性也很高，再加上交通方便（从附近的南千住站可以搭乘日比谷线地铁轻松往返上野、秋葉原、银座和六本木等热门景点），因而受到外国人的欢迎而导致这里的外国游客进一步增加。因此，山谷地区开始采取措施应对外国人的到来，全力打造“服务外国人的廉价住宿地区”；并由此改变山谷地区的既有形象。
但是在另一方面，来日旅游的外国人也会对山谷地区的宿民街日常景象感到困惑。为此，在2018年3月，山谷地区开设了一家帮助外国人理解山谷地区风情并向居住在山谷地区的生活困难的打工者募集咖啡费的咖啡店。

### 文献
- （竹中劳（日语：竹中労） 著；全国自治研修协会 出版；1969年发行）

- （宫下忠子（日语：宮下忠子） 著；晚声社（日语：晩聲社） 出版；1978年发行）

- 《山谷：以牙还牙（日语：山谷─やられたらやりかえせ）》（佐藤满夫 / 山冈强一 执导；“山谷”制作上映委员会 制片；1985年上映）

- （今川勋 著；田畑书店 出版；1987年发行）

- （山冈强一 著；现代企画室（日语：現代企画室） 出版；1996年发行）

- （爱德华·福勒 著 / 川岛惠美 翻译；洋泉社（日语：洋泉社） 出版；1998年发行）

- （大山史朗 著；坂急传播（日语：阪急コミュニケーションズ） 出版；2000年发行）

- （山本雅基 著；实业之日本社（日语：実業之日本社） 出版；2006年发行）

- （冢田努 著；幻冬舍 出版；2008年发行）

- （中村智志 著；新潮社 出版；2008年发行）

- （山本雅基 著；实业之日本社 出版；2010年发行）